# الأوراق السرية لعاشق قرمطي
الأوراق السرية لعاشق قرمطي، مجموعة شعرية من مؤلفات الشاعر العربي السوري نزار قباني، صدرت في عام 1989، عن منشورات نزار قباني في بيروت، لبنان.